# Angolar (Sprache)
Angolar (auch lunga n'golá genannt) ist eine Minderheitssprache in São Tomé und Príncipe und wird im südlichsten Teil von São Tomé und seltener entlang der Küste gesprochen.
Sie ist eine Kreolsprache, die auf dem Portugiesischen beruht, und enthält viele Elemente des Kimbundu, einer Bantusprache Angolas. Sie hebt sich klar von dem Kreolischen ab, das von der Mehrheitsbevölkerung von São Tomé gesprochen wird, und noch mehr von dem auf der Insel Príncipe gesprochenen Principensisch.

## Geschichte
In Folge eines Schiffbruchs eines Sklavenschiffs aus Angola Mitte des 16. Jahrhunderts im Süden der Insel São Tomé strandeten hier Sklaven aus Angola, die sich als Fischer frei ansiedelten. Zwischen 10 und 20 % der Sprachelemente sind bis heute aus den afrikanischen Ursprungssprachen in der Angolar-Sprache erhalten geblieben. Diese entwickelte sich durch ihre eigene Geschichte entsprechend weiter und unterscheidet sich bis heute von den anderen Kreolsprachen von São Tomé und Príncipe.
Der als são-toméisch-portugiesischer Schauspieler bekannte Ângelo Torres drehte 2005 unter dem Titel „Mionga ki Ôbo“ einen Dokumentarfilm über Kultur und Sprache der Angolares (2010 in Portugal als DVD veröffentlicht, mit portugiesischen, englischen und französischen Untertiteln).